# Alexander Walker Scott
Alexander Walker Scott (* 10. November 1800 in  Bombay; † 1. November 1883 in Paddington, New South Wales) war ein australischer Politiker, Unternehmer und Entomologe, bekannt für sein Werk über australische Schmetterlinge, an dem auch seine Töchter Helen und Harriet als Illustratoren beteiligt waren.

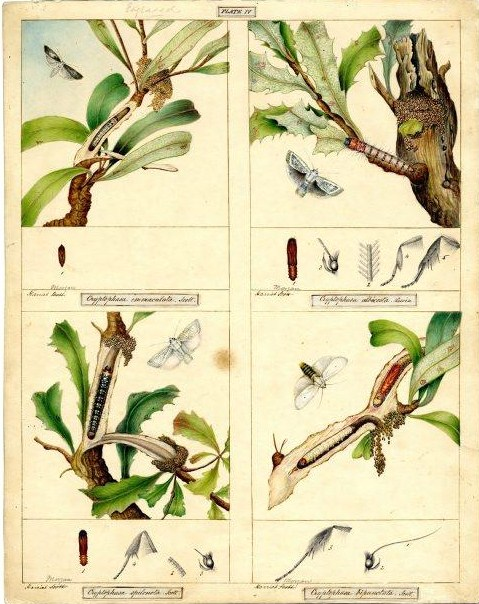
Scott, Lepidoptera Australia, Original Aquarell von Helena Scott

Scott war der Sohn eines Arztes und Botanikers, von dem er seine Liebe zur Naturkunde erhielt. Er besuchte die Schule in Bath und die Universität Cambridge (Peterhouse College) mit dem Bachelor-Abschluss 1822 und dem Master-Abschluss 1825. Danach begann er eine Juristenausbildung am Lincoln’s Inn in London, wandte sich dann aber der Geschäftswelt zu. 1827 reiste er das erste Mal nach Australien. Er betätigte sich als Reeder für den Verkehr zwischen England und Australien, was aber ein finanzieller Misserfolg wurde. 1829 kaufte Land in der Umgebung von Newcastle und Maitland in New South Wales (unter anderem Ash Island im Hunter River) und baute dort Tabak, Flachs und Orangen an. 1831 holte er seine Mutter und Schwester nach Australien. 1835 gründete er eine Eisengießerei und Salzwerke in Stockton. Außerdem beteiligte er sich an einer Dampfschiff-Gesellschaft, die zwischen Newcastle und Sydney verkehrte und war an der Hunter River Railway Company beteiligt, die 1855 von der Regierung übernommen wurde. 1866 war er Land Title Commissioner für New South Wales, musste aber im selben Jahr bankrott anmelden und Ash Island verkaufen.
1856 bis 1861 war er gewähltes Mitglied der gesetzgebenden Versammlung von New South Wales (1861 auf Lebenszeit ernannt, wovon er aber 1866 zurücktrat). 
1846 heiratete er Harriett Calcott. Er lebte mit seiner Familie auf Ash Island auf dem Hunter River (Tasmansee). Seine beiden Töchter Harriet Morgan (1830–1907) und Helena Scott (1832–1910), beide in Sydney geboren, unterstützten ihn dort in seiner entomologischen Arbeit und sie erstellten Zeichnungen und Lithographien für andere Naturforscher Australiens. Sie waren auch in Zoologie und Botanik bewandert. Bekannt wurde ihr gemeinsames Werk mit ihrem Vater über Schmetterlinge in Australien und deren Metamorphose. Für die Erstellung brauchten sie über zehn Jahre. Scott veröffentlichte viele Aufsätze über Entomologie.
Seine entomologische Sammlung ist im Australian Museum, dessen Trustee er 1864 bis 1879 war. 1862 war er Gründungsmitglied der Entomological Society of New South Wales und war 1866 und ab 1868 ihr Präsident und wie auch seine Töchter ihr Fellow. 1876 wurde er Mitglied der Royal Society of New South Wales.

## Schriften
- Australian Lepidoptera and their transformations, drawn from the life by Harriet and Helena Scott, London : John van Voorst 1864, der zweite Teil erschien auf Initiative von Helen Scott in Sydney in 5 Teilen 1890 bis 1898 beim Australian Museum
- Mammalia, Recent and Extinct, Sydney 1873